# Регинар IV
Регинар IV (на френски: Régnier IV de Mons; на немски: Reginar IV, * след 947, † 1013) от фамилията Регинариди, е граф на Монс през 998 – 1013 г.

## Биография
Той е син на Регинар III Дълговратия († 971/997), за малко време граф на Хенегау (931 – 957), но попада в немилост при император Ото I.
Регинар IV е още малолетен, когато баща му е изпратен в изгнание в Бохемия. Фамилията намира подслон в двора на западнофранкския крал. През 973 г. Регинар IV напада, заедно с брат си Ламберт, графовете Ренод от Монс и Гарниер от Валансиен, на които същата година е даден разделения Хенегау, убива ги при Перон, и започва да завладява Хенегау, но е отблъснат от император Ото II. През 976 г. той прави втори опит, подпомаган от Карл, по-малкият брат на западнофранкския крал Лотар, този път против Готфрид I Пленник (граф на Вердюн) и Арнулф от Валансиен. На 19 април той е победен при Монс.
През 978 г. Ото II дава на Карл Херцогство Долна Лотарингия и на Регинар една част от бащината му собственост. Регинар трябва обаче да чака до 998 г. до смъртта на Готфрид, за да получи Графство Монс.

## Фамилия
През 996 г. Регинар IV се жени за Хедвиг Френска (* 969, † сл. 1013), дъщеря на Хуго Капет, кралят на Франция, и Алиса от Поату. Техните деца са:
- Регинар V († сл. 1039), от 1013 граф в Хенегау, ∞ 1015 Матилда от Вердюн († сл. 1039) (Вигерихиди)
- Беатрис, ∞ I, разведена пр. 1021, Еблес I дьо Руси († 11 май 1033), 997 граф на Руси, 1023 граф на Реймс, архиепископ на Реймс (Дом Руси); ∞ II Манасес Калва Азина дьо Рамерупт (Дом Монтдидие)